# فورتونیو بونانووا
فورتونیو بونانووا (انگلیسی: Fortunio Bonanova; ۱۳ ژانویهٔ ۱۸۹۵ – ۲ آوریل ۱۹۶۹) یک هنرپیشه، خواننده، و خواننده اپرا اهل اسپانیا بود. وی بین سال‌های ۱۹۲۲ تا ۱۹۶۴ میلادی فعالیت می‌کرد.
از فیلم‌ها یا برنامه‌های تلویزیونی که وی در آن نقش داشته است می‌توان به آوای بلوز مرگ، همشهری کین، عشقبازی به یادماندنی، به راه خود می‌روم، غرامت مضاعف، زنگ‌ها برای که به صدا در می‌آیند، خانم پارکینگتون، ماه آبی است، ثاندر بی، علی‌بابا و چهل دزد، مرگبار ببوس مرا، فراری، گرداب، برزیل اشاره کرد.

## مرگ
بونانووا در سال ۱۹۶۹ در وودلند هیلز، کالیفرنیا بر اثر خونریزی مغزی درگذشت و در قبرستان کراس مقدس در کالور سیتی، کالیفرنیا به خاک سپرده شد.